# Museu da Vida Fiocruz

O Museu da Vida Fiocruz é uma instituição museológica pertencente à Fundação Oswaldo Cruz. Localiza-se no número 4 365 da Avenida Brasil, no bairro de Manguinhos, na cidade do Rio de Janeiro, no estado do Rio de Janeiro, no Brasil. Sua missão é despertar o interesse e promover o diálogo público em ciência, tecnologia e saúde, e seus processos históricos, visando à promoção da cidadania e à melhoria da qualidade de vida.

## Atividades
Criado em 1999, o museu faz parte da Casa de Oswaldo Cruz, unidade da Fundação Oswaldo Cruz dedicada à valorização da memória da Fiocruz e às atividades de pesquisa, ensino, documentação e divulgação da história da saúde pública e das ciências biomédicas no Brasil.
As exposições, peças de teatro e atividades lúdicas e interativas buscam instigar o interesse do público pelos processos e avanços científicos e seus impactos no cotidiano. O museu pretende, sobretudo, ampliar o nível de participação da sociedade em questões ligadas à ciência, à saúde e à tecnologia.
O circuito de visitação tem início no Centro de Recepção, onde o visitante recebe informações e orientações e pode embarcar no Trenzinho da Ciência para conhecer o Castelo Mourisco, o Borboletário, a Tenda da Ciência Virgínia Schall, o Epidaurinho, o Parque da Ciência e a Pirâmide. Os espaços possuem exposições de longa duração, que abordam temas como biodiversidade, evolução, energia, arte e ciência, percepção sensorial, óptica e história da ciência.
Conta com outros setores que buscam fazer a articulação com professores e escolas, promover o debate e a reflexão sobre a divulgação científica, realizar estudos para avaliar seu público, desenvolver produtos multimídias e de divulgação, além de preservar o acervo museológico da Fiocruz.
O museu também amplia seu público por meio de exposições itinerantes montadas em diversas unidades federativas do Brasil, e do Ciência Móvel, um caminhão que leva exposições, jogos, módulos interativos, vídeos científicos, contadores de histórias e palestras para toda a Região Sudeste do Brasil.
Possui quatro programas de capacitação: Mestrado em Divulgação da Ciência, Tecnologia e Saúde, Curso de Especialização em Divulgação e Popularização da Ciência (lato sensu), ambos em parceria com a Casa da Ciência da Universidade Federal do Rio de Janeiro, o Centro de Educação a Distância do Estado do Rio de Janeiro, o Museu de Astronomia e Ciências Afins e o Jardim Botânico do Rio de Janeiro; Pró-Cultural - Programa de Iniciação à Produção Cultural, para jovens de 16 a 19 anos matriculados no ensino médio de escolas públicas; e o PROPOP - Programa de Iniciação à Divulgação e Popularização da Ciência, para estudantes universitários interessados em divulgar temas de ciência e tecnologia, especialmente na área da pesquisa em saúde, para o público em geral.